# Vassíli Kamiênski
Vassíli Vasilevich Kamiênski (em idioma russo: Васи́лий Васи́льевич Каме́нский), (proximidades de Perm, 17 de abril de 1884 - Moscou, 11 de novembro de 1961) foi um poeta futurista russo , romancista e um dos primeiros aviadores russos. 
De infância e juventude difíceis, perdeu os pais com cinco anos de idade, indo viver com uma tia, entre trabalhadores rudes, e tendo que abandonar os estudos com 16 anos. Como trabalhador, foi preso por participações em greves, tornando-se, posteriormente, aviador e envolvendo-se nos eventos literários mais importantes de sua época.
Em 1910 se torna um dos organizadores do grupo Cubofuturista, participando daquela que é considerada a primeira antologia futurista, incluindo poemas de Velimir Khlebnikov, Aleksei Kruchenykh, Elena Guro, e os irmãos David e Nikolai Burliuk.
Quando o outro grupo futurista da Rússia entrava em decadência, saiu em turnê pelo país, divulgando o futurismo, juntamente com David Burliuk e Vladimir Maiakovski.
Seus poemas estão frequentemente no limite entre a fala e o canto. Utlilizou grafismos à maneira do futurismo italiano e a linguagem Zaum, explorando a fala cotidiana e rural.
Também publicou livros de memórias.